# ケニー・テテ
ケニー・テテ（Kenny Tete、1995年10月9日 - ）は、オランダ・アムステルダム出身のサッカー選手。プレミアリーグ・フラムFC所属。オランダ代表。ポジションはDF。

## 経歴

### アヤックス
2011-2012シーズンにアヤックス・アムステルダムのアカデミーチームでプレーし、2012年7月20日にトップチームと正式契約を結ぶ。2013年6月29日のSDCプッテンとの親善試合でトップチームデビュー。その後はエールステ・ディヴィジでのアヤックスのリザーブでのプレーが中心だったが、2015年2月5日のAZアルクマール戦でエールディヴィジデビューを果たす。

### リヨン
2017年にオリンピック・リヨンに移籍。他にはインテルナツィオナーレ・ミラノが興味を示していた。 2018年にはACミランが獲得を目指しているとも報じられた。

### フラム
2020年9月10日、フラムFCと4年契約を結んだ。契約には12か月延長するオプションが含まれている。

## 私生活
モザンビーク人の父とインドネシア人の母親のもとに生まれる。彼の父のミゲルは5歳のときにモザンビーク独立戦争の影響でオランダのアムステルダムに移住した。